# 'Ndrina Morabito
Pour les articles homonymes, voir Morabito.
La ’ndrina Morabito ou clan Morabito est un clan mafieux italien (une ’ndrina) de la 'Ndrangheta qui opère en Calabre.
Son village d'origine est Africo, situé dans la Locride, d'où sont dirigées les opérations menées dans le nord de l'Italie et à l'étranger. À Milan, dans le nord, ses principaux clans alliés sont les Bruzzaniti et les Palamara, eux deux aussi originaires d'Africo. Parmi ses autres alliés, on compte les Pansera, les Versace, les Zappia, les Mollica et les Criaco. À Rome, le clan Morabito est signalé dans le quartier Flaminio, mais il possède également des ramifications en Amérique du Sud, dans le reste de l'Europe et en Asie.
Le chef des Morabito était, jusqu'à son arrestation en 2004, Giuseppe Morabito qui était également inscrit sur la liste des personnes les plus recherchées d'Italie.

## Histoire

### Années 1960 et 1970
En 1965, le jeune Giuseppe Morabito est l'objet d'une plainte pour occupation arbitraire et saccage d'immeubles, pour port d'armes illégal, pour coercition et blessures sur personnes.
Le massacre de Locres a lieu le 23 juin 1967. Au cours de celui-ci, les chefs mafieux Domenico Cordì, Carmelo Siciliano et Vincenzo Saraceno sont assassinés. L'objectif de cet acte était de punir Domenico Cordì qui avait fait du trafic de cigarette à titre personnel sans passer par le clan Morabito qui contrôlait cette activité dans la région. Accusé d'homicide, Giuseppe Morabito est finalement relâché en 1971 pour absence de preuves.
Durant la révolte de Reggio, Giuseppe Morabito aurait été contacté par les services secrets qui cherchaient des informations sur certains enlèvements dans le nord de l'Italie.

### Années 1980
Dans les années 1980, le clan Morabito se lance dans le trafic d'héroïne. Santo Pasquale Morabito, un cousin du chef, se rend en Italie du Nord en résidence surveillée, c'est le début de leur extension dans le reste de l'Italie. En 1982, un mafieux sicilien de la Cosa Nostra, Salvatore Salomone, chef de San Giuseppe Jato, se constitue prisonnier auprès de la station de carabiniers d'Africo, territoire des Morabito. Selon le repenti Vittorio Ierinò, même Toto Riina, un des membres les plus influents de la mafia sicilienne, aurait séjourné à Africo, déguisé en prêtre, auprès du clan local.

### Années 1990
Dans les années 1990, les Morabito développent leurs activités à travers le blanchiment d'argent et le trafic de cocaïne avec les groupes de narcotrafiquants colombiens. Ils engagent pour ce trafic des médiateurs comme l'ex-curé de Brancaleone, le prêtre Franco Mondellini, né à Parabiago dans la province de Milan et arrêté par la police en 1996 à proximité de Parme, qui servira à implanter le clan Morabito à Bogota, en Amérique du Sud, en 1994,. Ils créent également des alliances avec des clans de la mafia albanaise, aussi bien du Kosovo que de l'Albanie. À la même époque, l'enquête Olimpia révèle l'infiltration mafieuse du clan dans l'administration de l'Université de Messine.
En mars 1993, le mafieux Pietro Morabito, membre du clan Morabito d'Africo recherché sur ordre du commissariat calabrais de Palmi, est arrêté à Milan après avoir été trahi par sa fausse carte d'identité sur laquelle il était indiqué que sa carte lui avait été délivrée le 29 février 1993, un jour inexistant. Saverio Morabito, un autre chef présumé du clan, a également été arrêté dans le cadre de cette opération. Le frère aîné de Pietro, Santo Pasquale Morabito, avait été arrêté lui aussi à Milan cinq mois plus tôt et avait écopé d'une peine de 30 ans de prison.
En octobre 1993, Vincenzo Carrozza, un entrepreneur de Locres et un des principaux membres du clan Morabito, est arrêté pour trafic d'armes de guerre et d'explosifs en provenance de l'ex-Yougoslavie. Les armes avaient rejoint Modène, dans le nord de l'Italie, pour être amenée dans la Locride où elles devaient servir aux Morabito pour commettre un attentat contre des institutions publiques.
Toujours en 1993, le chef Rocco Morabito est arrêté à Messine, en Sicile et condamné à deux ans de prison pour des extorsions d'argent à la société Società Italiana di Ristorazione. Il n'existe pourtant aucun lien de parenté direct entre Rocco, aussi frère des mafieux Giovanni et Leo Morabito qui opéraient à Messine, Africo et Brancaleone, et Giuseppe Morabito bien qu'ils fassent partie du même clan.
Au milieu des années 1990, le clan Morabito a étendu son aire de contrôle sur le Piémont et la Ligurie. Ainsi, à Turin et par l'intermédiaire de Cesare Polifroni, il a eu des rapports avec le Cartel de Medellín en accueillant une cousine de Pablo Escobar.
En 1996, Domenico Morabito, le fils aîné du chef Giuseppe Morabito, était abattu par la police italienne à Africo.
En 1997, le tribunal de Locres émet des charges contre Giuseppe Morabito qui révèle que celui-ci faisait décharger des centaines de kilos de matériaux à raffiner dans la mer au large d'Africo.

### Années 2000
En 2003, à la suite de l'enquête Armonia, l'existence d'une association mafieuse nommée crimine qui unissait les divers clans calabrais de la côte ionienne et dont le chef était Giuseppe Morabito est révélée. Parmi les membres de cette organisation, on comptait entre autres Giuseppe Pansera, Filiberto Maesano, le chef de San Luca Antonio Pelle (1932-2009) et Giuseppe Pelle.
Le 18 février 2004, Giuseppe Morabito, surnommé U tiraddrittu, alors âgé de 70 ans et considéré comme le numéro un des mafieux de la 'Ndrangheta est arrêté à Cardeto alors qu'il était recherché depuis 12 ans. Selon la Commission parlementaire antimafia, il était même plus important que le Capo di tutti capi de la Cosa Nostra, Bernardo Provenzano (1933-2016). Il est arrêté lors d'une opération conjointe entre les carabiniers du Raggruppamento operativo speciale et le commandement provincial des carabiniers de la Province de Reggio de Calabre.
Le 21 octobre 2005, l'opération Ciaramella à Africo et à San Luca contre le trafic de stupéfiant débute. 50 personnes sont arrêtées, parmi lesquelles Salvatore Morabito qui était un des principaux trafiquants d'Africo et 99 personnes soupçonnées. Le 13 février 2007, ils sont condamnés à 153 ans de prison.
Le 24 mars 2006, Brunetta Morabito, nièce du chef Giuseppe Morabito, est blessée par 3 balles par son frère, Giovanni Morabito à Messine. Celui-ci se constituera plus tard prisonnier auprès des carabiniers de Reggio de Calabre.
Le 3 mai 2007, à Milan, une vaste opération anti-mafia est menée contre les clans Morabito, Bruzzaniti et Palamara. 250 kilogrammes de cocaïne sont ainsi confisqués dans la capitale lombarde. Ils provenaient d'Amérique du Sud et étaient arrivés via Dakar, au Sénégal, puis par le port de Gênes. Ce trafic de drogue était dirigé par Salvatore Morabito et l'homme qui entretenait les rapports entre la Calabre, Milan et le Brésil était Leone Autelitano. Le 28 janvier 2008, dans l'opération Onorata Sanità en Calabre, 18 personnes sont arrêtées parmi lesquelles le conseiller régional Domenico Crea ainsi que des membres du clan Morabito pour association mafieuse, infiltration dans l'administration publique, faux et usage de faux. Le 13 février, pendant l'opération Noas, 50 personnes affiliées aux clans Morabito, Bruzzaniti et Palamara sont arrêtées, parmi lesquelles le maire de Staiti et l'adjoint au maire de Brancaleone. Ils faisaient également des trafics avec la Camorra.
Le 22 octobre 2008, Domenico Morabito, neveu du chef Giuseppe Morabito, est arrêté par des militaires de Locres et Africo Nuovo. Arrêté pour association mafieuse et falsification de monnaie, il s'était déjà échappé lors d'une précédente opération policière nommée Bellu lavuru.

### Depuis 2010
Le 26 avril 2010, après quatre jours de traque, Rocco Morabito, fils de l'ancien chef Giuseppe Morabito, et qui est alors à la tête du clan Morabito, est arrêté à Melito di Porto Salvo.
Le 31 mai 2010, Santo Gligora, qui fait partie des 100 criminels les plus recherchés d'Italie, est arrêté à Platì. Il était en fuite depuis 13 ans et appartenait au clan Morabito.
Le 5 mars 2013, l'opération Metropolis, menée par la garde des finances de Reggio de Calabre et par le Service central d'investigation sur la criminalité organisée de Rome, se conclut par l'arrestation de 20 personnes, parmi lesquelles Giuseppe Morabito (déjà en prison), son fils Rocco Morabito ainsi que Francesco Sculli, père du footballeur Giuseppe Sculli. 450 millions d'euros sont confisqués à la mafia lors de cette opération.
En 2020, L'Homme sans pitié, un film avec Riccardo Scamarcio, inspiré de la vie du clan Morabito sort sur les écrans.

## Membres principaux
- Giuseppe Morabito, chef et fondateur du clan Morabito. Il a été arrêté en 2004 alors qu'il était le numéro un des mafieux italiens recherchés.
- Giovanni Morabito, fils de Giuseppe. Arrêté avec l'accusation de trafic de drogue international.
- Domenico Morabito, fils de Giuseppe. Tué par la police en 1996.
- Rocco Morabito, fils de Giuseppe et chef des Morabito jusqu'à son arrestation le 26 avril 2010.
- Salvatore Morabito, neveu de Giuseppe. Arrêté à Milan en 2007 et condamné en 2008 pour trafic de drogue.
- Domenico Morabito, neveu de Giuseppe. Arrêté le 22 octobre 2008 à Africo.
- Leo Morabito, chef des Morabito et gendre de Francesco Pelle, chef de San Luca.
- Saverio Morabito (né en 1952), arrêté en 1990 accusé de 14 homicides.
- Giuseppe Pansera, gendre de Giuseppe. Arrêté avec lui le 18 février 2004.
- Francesco Sculli, gendre de Giuseppe et père de Giuseppe Sculli. Arrêté le 5 mars 2013 et mort en novembre 2014.
- Rocco Morabito (né en 1966), descendant de Giuseppe. Recherché au niveau international depuis 1995.

## Dans la culture
- L'Homme sans pitié (Lo spietato - 2020), de Renato De Maria, retrace l'histoire de Saverio Morabito.